# 太平通
太平通（たいへいとおり）は、愛知県名古屋市中川区にある町名。現行行政地名は太平通1丁目から太平通7丁目。住居表示未実施。

## 地理
名古屋市中川区の東部に位置し、縦長に伸びている細い区域になっている。また、隣接町名は1丁目から7丁目の順に東に蔦元町・篠原橋通・三ツ屋町・上脇町・丸米町・八家町・中野新町、西に好本町・篠原橋通・押元町・宮脇町・大畑町・葉池町・北江町、南に昭和橋通に接する。

## 歴史

### 沿革
- 1945年（昭和20年）2月5日 - 中川区中野新町の一部により、同区太平通が成立する[1]。
- 1952年（昭和27年）1月15日 - 中川区荒子町・中野新町・四女子町・篠原町の各一部を編入する[1]。
- 1960年（昭和35年）3月20日 - 中川区四女子町・篠原町の各一部を編入する[1]。
- 1961年（昭和36年）3月25日 - 中川区荒子町の一部を編入する[1]。

## 世帯数と人口
2019年（平成31年）1月1日現在の世帯数と人口は以下の通りである。
| 町丁   | 世帯数  | 人口  |
| ------ | ------- | ----- |
| 太平通 | 234世帯 | 498人 |

### 人口の変遷
国勢調査による人口の推移
| 1995年（平成7年）  | 320人 | [ WEB 5 ] |  |
| 2000年（平成12年） | 237人 | [ WEB 6 ] |  |
| 2005年（平成17年） | 285人 | [ WEB 7 ] |  |
| 2010年（平成22年） | 472人 | [ WEB 8 ] |  |
| 2015年（平成27年） | 521人 | [ WEB 9 ] |  |

## 学区
市立小・中学校に通う場合、学校等は以下の通りとなる。また、公立高等学校に通う場合の学区は以下の通りとなる。なお、小・中学校は学校選択制度を導入しておらず、番毎で各学校に指定されている。
| 丁目        | 小学校                                      | 中学校                                      | 高等学校 |
| ----------- | ------------------------------------------- | ------------------------------------------- | -------- |
| 太平通1丁目 | 名古屋市立常磐小学校                        | 名古屋市立長良中学校                        | 尾張学区 |
| 太平通2丁目 | 名古屋市立篠原小学校                        | 名古屋市立長良中学校                        | 尾張学区 |
| 太平通3丁目 | 名古屋市立篠原小学校                        | 名古屋市立長良中学校                        | 尾張学区 |
| 太平通4丁目 | 名古屋市立篠原小学校                        | 名古屋市立長良中学校                        | 尾張学区 |
| 太平通5丁目 | 名古屋市立篠原小学校 名古屋市立昭和橋小学校 | 名古屋市立長良中学校 名古屋市立昭和橋中学校 | 尾張学区 |
| 太平通6丁目 | 名古屋市立昭和橋小学校                      | 名古屋市立昭和橋中学校                      | 尾張学区 |
| 太平通7丁目 | 名古屋市立昭和橋小学校                      | 名古屋市立昭和橋中学校                      | 尾張学区 |

## 交通
- 名古屋市道名古屋環状線

## 施設
- 松葉公園
- 瀬戸信用金庫篠原橋支店
- 三十三銀行中川支店

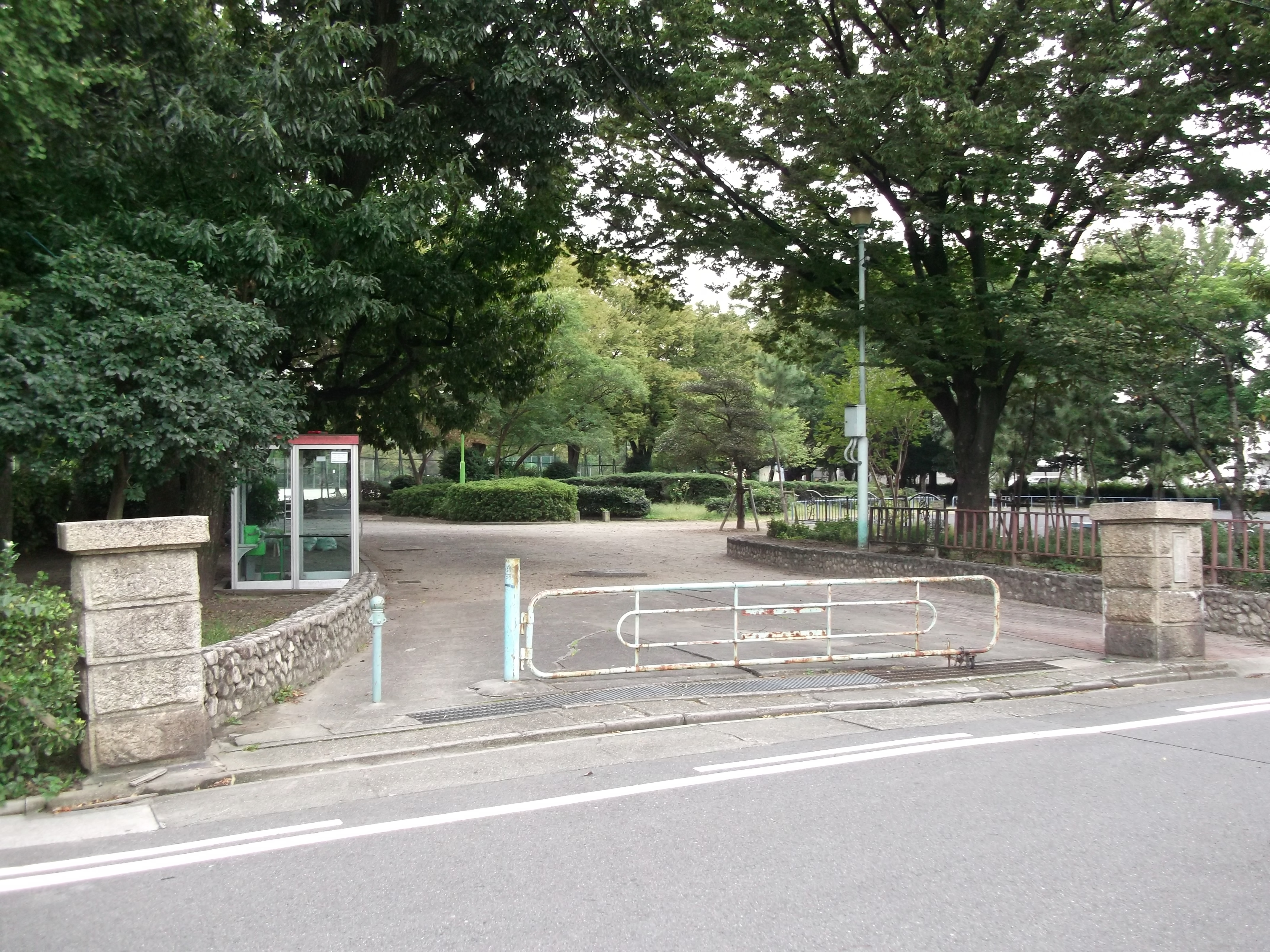
松葉公園（2014年10月）

## その他

### 日本郵便
- 郵便番号 : 454-0838[WEB 2]（集配局：中川郵便局[WEB 12]）。

### WEB
1. 1 2  “町・丁目(大字)別、年齢(10歳階級)別公簿人口(全市・区別)”.   名古屋市 (2019年1月23日). 2019年1月23日閲覧。
2. 1 2  “郵便番号”.  日本郵便. 2019年2月10日閲覧。
3. ↑  “市外局番の一覧”.   総務省. 2019年1月6日閲覧。
4. ↑  “中川区の町名一覧”.   名古屋市 (2015年10月21日). 2019年2月13日閲覧。
5. ↑  総務省統計局 (2014年3月28日). “平成7年国勢調査の調査結果(e-Stat) - 男女別人口及び世帯数 －町丁・字等” (CSV). 2019年4月27日閲覧。
6. ↑  総務省統計局 (2014年5月30日). “平成12年国勢調査の調査結果(e-Stat) - 男女別人口及び世帯数 －町丁・字等” (CSV). 2019年4月27日閲覧。
7. ↑  総務省統計局 (2014年6月27日). “平成17年国勢調査の調査結果(e-Stat) - 男女別人口及び世帯数 －町丁・字等” (CSV). 2019年4月27日閲覧。
8. ↑  総務省統計局 (2012年1月20日). “平成22年国勢調査の調査結果(e-Stat) - 男女別人口及び世帯数 －町丁・字等” (CSV). 2019年4月27日閲覧。
9. ↑  総務省統計局 (2017年1月27日). “平成27年国勢調査の調査結果(e-Stat) - 男女別人口及び世帯数 －町丁・字等” (CSV). 2019年4月27日閲覧。
10. ↑  “市立小・中学校の通学区域一覧”.   名古屋市 (2018年11月10日). 2019年1月14日閲覧。
11. ↑  “平成29年度以降の愛知県公立高等学校（全日制課程）入学者選抜における通学区域並びに群及びグループ分け案について”.   愛知県教育委員会 (2015年2月16日). 2019年1月14日閲覧。
12. ↑  郵便番号簿 平成29年度版 - 日本郵便. 2019年02月10日閲覧 (PDF)

### 書籍
1. 1 2 3 4  名古屋市計画局 1992, p. 823.